# Лимпопо (река)
Лимпопо је река која настаје унутрашњости југа Африке у Трансвалу у Јужној Африци. Израз Лимпопо потиче од Ривомбоа (Ливомбо/Лебомбо), групе Цонга досељеника предвођених Хосијем Ривомбоом који су се населили у планинској околици и назвали област по свом вођи. Река је дуга око 1.750 km (1.087 mi), са сливом од 415.000 km2 (160.200 sq mi). Средњи проток измерен током године је 170 m3 (6.000 cu ft; 170.000 l; 44.900 US gal) у секунди у њеном ушћу. Лимпопо је друга највећа река у Африци која се улива у Индијски океан, после реке Замбези.
Први Европљанин који је видео реку био је Васко да Гама, који се усидрио на њеном ушћу 1498. и назвао је реком Еспирито Санто. Њен доњи ток истраживао је Сент Винсент Витшед Ерскин 1868–69, а капетан ЈФ Елтон је путовао њеним средњим током 1870. године.
Дренажно подручје реке Лимпопо се смањило током геолошког времена. До времена касног плиоцена или плеистоцена, горњи ток реке Замбези се сливао у реку Лимпопо. Промена дренажне поделе је резултат епеирогеног кретања које је подигло површину северно од данашње реке Лимпопо, преусмеравајући воде у реку Замбези.

## Курс
Река тече у великом луку, прво цик-цак ка северу, а затим ка североистоку, а затим ка истоку и на крају према југоистоку. Служи као граница на око 640 km (398 mi), одвајајући Јужну Африку на југоистоку од Боцване на северозападу и Зимбабвеа на северу. На ушћу реке Марико и реке Крокодил, настаје река Лимпопо. Постоји неколико брзака док река пада са унутрашњег обронка Јужне Африке.
Река Нотвејн је главна притока Лимпопа, која извире на ивици пустиње Калахари у Боцвани и тече у правцу североистока. Велика притока Лимпопа, река Олифантс (Слоновка река), доприноси око 1,233 милиона  m3 воде годишње. Друге велике притоке укључују реку Шаше, реку Мзингвејн, Крокодилску реку, Мвенези и реку Лувувху.[
У североисточном углу Јужне Африке река се граничи са Националним парком Кругер. Лучки град Шај-Шај, Мозамбик, налази се на реци близу ушћа. Испод Олифанта, река је пловна до мора, иако пешчани спрудови спречавају приступ великим бродовима осим у време плиме.

## Карактеристике слива
Воде Лимпопа теку споро, са знатним садржајем муља. Радјарда Киплингова карактеризација реке као „велике сиво-зелене, масне реке Лимпопо, пуна жутих багрема“, где обитава „двобојна питонска стенска змија“ у Само тако причама је прикладна. Падавине су сезонске и непоуздане: у сушним годинама горњи делови реке теку 40 дана или мање. Горњи део слива, у пустињи Калахари, је сув, али услови постају мање сушни даље низводно. Затим река досеже одводе масива Ватерберг, биома полулистопадних шума и људске популације мале густине. Плодне низије подржавају гушћу насељеност, и око 14 милиона људи живи у сливу Лимпопа. Поплаве током кишне сезоне су повремени проблем у доњем току. Током фебруара 2000. обилне падавине током проласка циклона изазвале су катастрофалну поплаву у Мозамбику 2000. године.
Највећа концентрација нилских коња у реци Лимпопо налази се између река Моколо и Могалаквена. У сливу реке Лимпопо има доста рударских активности са око 1.900 функционалних рудника, не рачунајући око 1.700 напуштених рудника.

## Историја
Васко да Гама, на својој првој експедицији, вероватно је био међу првим Европљанима који су угледали реку, када се усидрио на њеном ушћу 1498. Међутим, у региону је било људи од памтивека — налазишта у долини Макапанс близу Мокопана садрже фосиле Аустралопитека од пре 3,5 милиона година. Ст Винсент Витшед Ерскин, касније генерални геодет за Јужну Африку, путовао је до ушћа реке 1868–69.
Замбези ајкула је ухваћена стотинама километара узводно на ушћу река Лимпопо и Лувувху у јулу 1950. Замбези ајкуле толеришу слатку воду и могу да путују далеко уз Лимпопо. У 2013. години, отприлике 15.000 нилских крокодила је случајно пуштено у реку из поплавних капија на оближњој фарми крокодила Раквена.

## Галерија
- Река како се види из Круковог угла у Националном парку Кругер, Јужна Африка. Право испред реке је Мозамбик. Преко реке је Зимбабве.
- Прелазак Лимпопоа у Мозамбику